# Тецель, Иоганн
Иоганн Тецель, также Тетцель (нем. Johann Tetzel; около 1465[…], Пирна — 11 августа 1519[…], Лейпциг, курфюршество Саксония) — доминиканский монах и инквизитор.

## Биография
Родился в Пирне или Лейпциге во второй половине XV веков; был настоятелем доминиканского монастыря в Глогау. Тецель получил известность распространением индульгенций, которые он продавал самым беззастенчивым образом, навязывая их, вымогая за них деньги, утверждая, что значение индульгенции превышает значение крещения, и что действуют оные в том числе на грехи будущие, помогая как живым, так и умершим людям. Средства от продажи индульгенций направлялись на финансирование строительства римской базилики Святого Петра. Также, индульгенции продолжительное время использовались как своего рода вексели: за ценную бумагу, рассчитанную на несколько душ, можно было приобрести товар на рынке или даже занять гостиничный дом.
Тецель избрал ареной своей деятельности Лейпциг и его окрестности. В пламенных выражениях он восхвалял народу чудодейственную силу своего товара; у него была особая такса для каждого преступления: 7 золотых для простого убийства, 10 — для убийства родителей, 9 — за святотатство и т. д. Тецеля принимали с великим почётом во всех городах. Мужчины и женщины, богатые и бедные сбегались к нему за разрешительными грамотами; даже нищие приносили свои последние гроши, чтобы смыть свои грехи и избавить души близких от мук чистилища.

В своих знаменитых 95 тезисах, прибитых 31 октября 1517 г. к дверям дворцовой церкви в Виттенберге, Мартин Лютер восстал против такого злоупотребления индульгенциями. Тецель в числе других выступил с опровержением этих тезисов. Вообще, Тецель славился ораторским талантом, оригинальностью и силой речи, но в данном случае он не имел успеха: студенты Виттенбергского университета собрали 800 экземпляров тезисов Тецеля и торжественно сожгли их на костре. Умер Тецель в Лейпциге в 1519 г.